# جيسي ويليام مور
جيسي ويليام مور (بالإنجليزية: Jesse Hale Moore)‏ هو ضابط ودبلوماسي وسياسي أمريكي، ولد في 22 أبريل 1817 في الولايات المتحدة، وتوفي في 11 يوليو 1883 في بيرو. حزبياً، نشط في الحزب الجمهوري. وقد انتخب عضو مجلس النواب الأمريكي.